# Žolčni vod
Žolčni vod, žolčno izvodilo ali žolčni duktus je v anatomiji katerikoli od cevastih organov, ki odvajajo žolč iz jeter v dvanajstnik (ali v žolčnik, kjer se začasno shranjuje). Delimo jih na znotrajjetrne (cevke, ki vodijo žolč znotraj jeter do izstopišča iz jeter) in zunajjetrne žolčne vode (vodijo žolč naprej od jeter proti dvanajstniku).
Znotrajjetrni žolčni vodi:
- žolčne kapilare,
- žolčna izvodilca,
- interlobularni žolčni vodi,
- interlobarni žolčni vodi ter
- desni in levi jetrni vod.

Žolč nastaja v jetrnih celicah, le-te ga izločajo v drobne žolčne kapilare, ki pomenijo začetek žolčnih izvodil. Pravzaprav gre za intercelularne kanalikule (kanalčke) med jetrnimi celicami znotraj jetrnega režnjiča. Postopno se  združujejo v vedno večje žolčne vode; najprej v žolčna izvodilca, ki se stekajo v interlobularne žolčne vode, ti v interlobarne žolčne vode. Na koncu  se z združitvijo levega in desnega jetrnega voda izoblikuje skupni jetrni vod, ki izstopa iz jeter skozi jetrno lino in pomeni začetek zunajjetrnih žolčnih vodov.
Zunajjetrni žolčni vodi:
- skupni jetrni vod,
- žolčnikov vod in
- skupni žolčevod

## Bolezni
- Vnetje žolčnih vodov (holangitis): vnetje žolčnih vodov lahko povzročijo na primer okužbe, blokada žolčnih vodov ali avtoimunsko dogajanje. Okužbe in zapora žolčnih vodov povzročajo predvsem akutna vnetja, avtoimunske bolezni pa lahko vodijo v kronični holangitis (primera avtoimunskih bolezni, ki prizadenejo žolčne vode, sta primarni biliarni holangitis in primarni sklerozirajoči holangitis).[3]
- Obstrukcija žolčnih vodov: gre za oviranje pretoka žolča skozi žolčne vode. To je najpogostejša bolezen žolčnih vodov. Vzrok so v največ primerih žolčni kamni.[3]
- Rak žolčnih vodov je rak, ki vznikne iz celic epitelija žolčnih izvodil. V večini primerov gre za adenokarcinom.[6][7][8]